# Wernberg-Köblitz
Wernberg-Köblitz je městys (Markt) v německé spolkové zemi Bavorsko. Je součástí zemského okresu Schwandorf ve vládním obvodu Horní Falc. Žije zde přibližně 5 600 obyvatel.

## Geografie
Wernberg-Köblitz se nachází asi 30 kilometrů západně od hranic s Českou republikou v centrální části Hornofalckého lesa v nadmořské výšce 377–600 metrů.

### Sousední obce
Wernberg-Köblitz sousedí s následujícími obcemi od severu: Luhe-Wildenau, Pirk, Leuchtenberg v zemském okrese Neustadt and der Waldnaab, Trausnitz, Pfreimd, Nabburg a Schmidgaden v okrese Schwandorf a Schnaittenbach v zemském okrese Amberg-Sulzbach.
| Růžice kompasu | Luhe-Wildenau 6 km  | Pirk 6 km        | Leuchtenberg 6 km | Růžice kompasu |
| Růžice kompasu | Schnaittenbach 6 km | Sever            | Trausnitz 6 km    | Růžice kompasu |
| Růžice kompasu | Schnaittenbach 6 km | Wernberg-Köblitz | Trausnitz 6 km    | Růžice kompasu |
| Růžice kompasu | Schnaittenbach 6 km | Jih              | Trausnitz 6 km    | Růžice kompasu |
| Růžice kompasu | Schmidgaden 6 km    | Nabburg 6 km     | Pfreimd 6 km      | Růžice kompasu |

## Historie

### O názvu obce
Název Wernberg-Köblitz vznikl s územní reformou a sloučením ze dvou původně samostatných obcí Wernberg a Oberköblitz. Nositelem názvu okresu Wernberg byl hrad Wernberg, jehož jméno se poprvé uvádí v roce 1280 jako "Werdenberch" a postupně se vyvíjelo přes Werdenberg, Wernberch až k Wernbergu. 
Druhou část místního jména lze poprvé vysledovat v roce 1277 pod názvem Kolbilz, který vedl přes Chobolst, Choblicz, Koglicz do Köblitz. Od poloviny 14. století se vzhledem k mezitím vzniklým osadám název diferencoval na Ober- a Nieder-, dnes na Ober- a Unterköblitz. Od počátku 17. století se pro čtvrť Unterköblitz vžil název "am Sand" (na písku). Köblitz je odvozeno od slovanského jména Kobylica, kobyla. 

### Až do založení obce
Bezprostředně pod hradem, poprvé doloženým v roce 1280, kdy jej lankrabata z Leuchtenbergu prodali Konrádu z Paulsdorfu, se vyvinulo několik samostatných budov pro přidružené služebnictvo a nevolníky. Ti byli povoláváni k poradám a jako radní na základě vrchnostenské pravomoci udělené panství Wernberg v roce 1406, pro což se příznačně od první poloviny 16. století ustálil název Unterwernberg (Dolní Wernberg). 
Farnost svatého Jimrama v Köblitz, prvně zmíněná roku 1286, zůstala náboženským centrem v širokém okolí. Ve druhé polovině 14. století byl v Köblitz-Diebrinnu postaven železný hamr, k němuž byla připojena huť na rudu vytěženou v Ambergu a Sulzbachu. Od druhé poloviny 15. století se východozápadní dopravní směrování Zlaté stezky přes Hirschau-Weiden-Bärnau pomalu přesouvaly na současnou dopravní trasu, dříve "zakázanou cestu", do Čech. Stále většího významu nabývaly obchodní vztahy mezi Norimberkem a Prahou, a tím i křižovatka se starobylou spojnicí Regensburg-Eger. Údolní nivy potoků Schilter a Kötschdorfer nabývaly na významu, protože stoupaly k Šumavě.